# Rex est qui metuit nihil, rex est quique cupiet nihil, hoc regnum sibi quisque dat
Rex est qui metuit nihil, rex est quique cupiet nihil, hoc regnum sibi quisque dat ("Re è chi non teme niente, re è chi nulla desidera, un regno simile ciascuno può darlo a sé stesso.") è una locuzione latina del filosofo Seneca (Thyestes, atto II).
Uso connotativo: "è re chi riesce a controllare la propria indole ed i propri desideri, diventando padrone dei propri sentimenti e delle proprie emozioni".
In buona sostanza, nella vita solo chi ha fiducia nei propri mezzi, nelle proprie possibilità  ed affronta la vita senza eccedere in ambizione e sete di potere, o desiderio di eccessivo benessere, riesce ad essere in un giusto equilibrio con la propria coscienza; e questo è il premio che gli spetta per la sua onestà morale e la sua rettitudine.